# Brás Carneiro Nogueira da Gama
Brás Carneiro Nogueira da Gama (Rio de Janeiro, 24 de março de 1846 - Rio de Janeiro 27 de abril de 1922) foi filho de Brás Carneiro Nogueira da Costa e Gama, o Conde de Baependi, e como seu pai, foi um proprietário rural e político brasileiro.

## Vida
Brás Carneiro Nogueira da Gama nasceu em 24 de março de 1846 no Rio de Janeiro, então a capital do país, filho de Brás Carneiro Nogueira da Costa e Gama e sua esposa Rosa Nogueira Vale da Gama. Após a conclusão dos estudos preparatórios, cursou a Escola Central (futura Escola Politécnica) desde 1863, se graduando engenheiro geógrafo em 1866, bacharel em ciências matemática e física em 1867 e engenheiro civil em 1868. Casou em 8 de janeiro de 1870 com Luísa Henriqueta Viana Nogueira da Gama, sua prima, e fundou a fazenda de Santa Luísa, que foi batizada em homenagem a ela. Seguindo os passos do pai, dedicou-se por alguns anos aos cuidados das propriedades rurais que a família detinha, mas logo abandonaria os negócios para focar na política. Embora alinhado com as tendências republicanas, foi convencido pelo pais e por seus correligionários a disputar duas eleições para deputado da assembleia provincial fluminense, nos biênios de 1882-1883 e 1888-1889, pelo Partido Conservador, vencendo em ambas as ocasiões.
Aquando da proclamação da república em 15 de novembro de 1889, era membro da bancada republicada liderada por Francisco Portela e primeiro vice-presidente da assembleia provincial. Por decreto provisório do marechal Deodoro da Fonseca, tornar-se-ia o segundo vice-presidente do estado do Rio de Janeiro. Em setembro de 1890, durante as eleições para o Congresso Nacional Constituinte, foi sufragado senador, com mandato de três anos, devido a sua baixa votação. Depois da promulgação da Constituição de 24 de fevereiro de 1891, foi escolhido vice-presidente do senado, em cujo posto presidiu a primeira sessão da primeira legislatura do Congresso Nacional. Também dirigiu e colaborou durante as reuniões senatoriais para decidir o regimento interno da casa. Apesar de suas ações, foi substituído em 19 de junho por Prudente de Morais. Na sequência, foi membro das comissões de finanças, obras públicas e empresas privilegiadas.
Com a posse de Floriano Peixoto em 23 e novembro de 1891, após a renúncia de Deodoro da Fonseca, tornar-se-ia opositor do governo federal. Com o fim de seu mandato em 1893, e com a subida ao poder no Rio de Janeiro de um partido contrário ao seu, decidiu se retirar da vida pública. Em 1896, a convida do então presidente do Banco da República do Brasil Afonso Pena, tornar-se-ia engenheiro e consultar técnico da instituição. Em função até 1900, quando, por dificuldades financeiras do banco, foi dispensado, dedicou-se a fiscalizar companhias e empresas que obtiveram empréstimos em bônus. Em 1907, durante a presidência de Afonso Pena, foi nomeado engenheiro-inspetor da Repartição do Povoamento do Solo. Por fim, serviu como funcionário adido do Ministério da Agricultura. Faleceu no Rio de Janeiro em 27 de abril de 1922.